# Tanoba, Erbaa
Tanoba là một thị trấn thuộc huyện Erbaa, tỉnh Tokat, Thổ Nhĩ Kỳ. Dân số thời điểm năm 2011 là 2.265 người.